# Straßenradsport-Weltmeisterschaften/Straßenrennen der Frauen U23
Das Straßenrennen der Frauen U23 ist ein Wettbewerb bei den Straßenradsport-Weltmeisterschaften. Es besteht seit 2022.
Bei den Männern war eine U23-Kategorie bereits 1996 eingerichtet worden, als Ersatz für das Amateur-Rennen, das jungen Fahrern als Sprungbrett zu einer Profi-Laufbahn gedient hatte. Bei den Frauen, die nie eine Unterscheidung zwischen Profis und Amateuren gekannt hatten, unterblieb dies. Mit Stand 2022 gab es nur ein einziges internationales Rennen für die Frauen U23, das der Europameisterschaften, während Asien, Afrika und Ozeanien eine U23-Meisterin im Rahmen des Elite-Rennens kürten.
Die Entscheidung zur Einführung eines WM-Titels für die U23-Frauen erfolgte kurzfristig im Februar 2022. Daher wurde diese Entscheidung in das Frauen-Elite-Rennen integriert. Die U23-Fahrerinnen nahmen gleichzeitig an der Elite-Wertung und an einer gesonderten U23-Wertung teil, was auch 2023 und 2024 geschah. Die Siegerinnen der kontinentalen U23-Meisterschaften hatten dabei ein persönliches Startrecht, ansonsten gab es keine U23-spezifischen Qualifikationsregeln. Es war daher den nationalen Verbänden überlassen, welches Gewicht sie den gleichzeitig ausgetragenen Wertungen zumaßen. So stellte der britische Verband 2022 im Hinblick auf den U23-Titel bewusst eine sehr junge Frauen-Mannschaft auf, während andere Nationen wie Australien oder die USA gar keine U23-Fahrerinnen mitnahmen.
Ab 2025 soll es ein eigenständiges Rennen für die U23 geben. Seit 2023 gibt es mit der Tour de l’Avenir Femmes erstmals ein Etappenrennen, bei dem das Tragen des U23-Regenbogentrikots möglich wäre.

## Palmarès
| Jahr | Austragungsort | Gold               | Silber             | Bronze              |
| ---- | -------------- | ------------------ | ------------------ | ------------------- |
| 2022 | Wollongong     | Niamh Fisher-Black | Pfeiffer Georgi    | Ricarda Bauernfeind |
| 2023 | Glasgow        | Kata Blanka Vas    | Shirin van Anrooij | Anna Shackley       |
| 2024 | Zürich         | Puck Pieterse      | Neve Bradbury      | Antonia Niedermaier |

## Medaillenspiegel
| Platz  | Land           | Gold | Silber | Bronze | Gesamt |
| ------ | -------------- | ---- | ------ | ------ | ------ |
| 1      | Niederlande    | 1    | 1      | 0      | 2      |
| 2      | Neuseeland     | 1    | 0      | 0      | 1      |
| 2      | Ungarn         | 1    | 0      | 0      | 1      |
| 4      | Großbritannien | 0    | 1      | 1      | 2      |
| 5      | Australien     | 0    | 1      | 0      | 1      |
| 6      | Deutschland    | 0    | 0      | 2      | 2      |
| Gesamt | Gesamt         | 3    | 3      | 3      | 9      |